# David Myatt
David Wulstan Myatt (nascido em 1950), anteriormente conhecido como Abdul-Aziz ibn Myatt e Abdul al-Qari, é um autor, poeta e filósofo britânico, fundador de The Numinous Way, um ex-muçulmano, e um ex-neonazista. Desde 2010, Myatt escreveu extensivamente sobre sua rejeição de seu passado extremista e sobre sua rejeição ao extremismo em geral. Myatt traduziu obras da literatura grega antiga, traduziu e escreveu um comentário sobre o texto grego de oito tratados do Corpus Hermeticum e escreveu várias coleções de poemas. Ele está atualmente traduzindo e escrevendo um comentário sobre o texto grego do Evangelho de João.